# 中村鎮

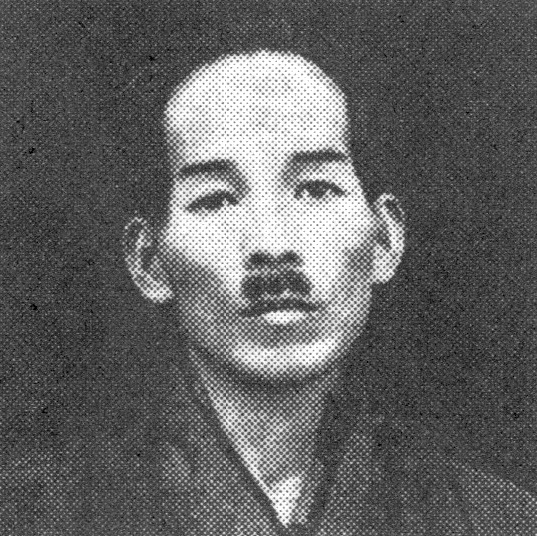
中村鎮

中村鎮（なかむら まもる、1890年10月20日 - 1933年8月19日）は、日本の建築家。日本における鉄筋コンクリート技術の先駆者の一人。
ヨーロッパの新建築を導入しその研究実践にあたる。その一環に「中村式コンクリートブロック構造」の発明がある。また、『中央美術』『建築評論』（編集長）を中心に、建築批評を展開した論客でもあった。

## 経歴
福岡県糸島郡波多江村（現糸島市）に、中村彌次郎の次男として生まれる。1908年、福岡市の私立中学を卒業後、台湾総督府土木局に雇われ、台北水道水源地で鉄筋コンクリート造倉庫などの設計、現場管理助手を務めるが1年余りで依願退職し、早稲田大学理工学部建築学科に入学する。在学中「建築ト装飾」に評論を発表し、1913年には同誌の編集主任を務める。1914年卒業、翌年には陸軍省経理部技手になるが、1917年病気のため退職。その後あめりか屋技手などを務める。
1918年東洋コンクリート工業技師、1919年日本セメント工業技師長に転じる。この頃、中村式鉄筋コンクリート構造（通称鎮ブロック）を考案する。1920年5月、日本セメント工業を辞職、日比谷に建築相談所を創立。その後中村式鉄筋コンクリート建築および建築理論の研究を行なう中村鎮建築研究所を設立した。1926年に都市美協会を主唱設立。
1928年には早稲田高等工学校で建築歴史学の講師を務める。1932年から、新軽量構造による低コスト住宅の間発に取りくむ。
1933年、杉並区荻窪に自案の「新軽量構造」の自宅を新築し移住するが、同年8月19日、病にてその生涯を閉じた。
また、中村鎮は、学生時代から建築評論家として華々しい活躍をしたことで知られる。学生時代には、野田俊彦が提唱した建築非芸術論の反対派の先鋒に立ち、「建築の形の美をつかって工業をなすのではなく、現今発達したる工業の智識の上に吾々の芸術を打建てるのだ。……即ち建築は科学の上に起つ芸術なることを知るのである。」と論じた。しかし、1920年以降は、「経済を無視した建築は総て人間の夢だ、空想だ、幻想だ」「建築の形體は用途の進展に従い…構造の合理性に従いて変化す」と、大きく論調を変貌させている。

## 作品
- 日本基督教団弓町本郷教会（1926年）
- 大阪島之内教会堂（1928年）登録有形文化財
- 日本基督教団福岡警固教会(1929年)
- 日本基督教団天満教会（1930年）
- 橋林寺納骨堂、観音堂
- 錦輝館（1922年）
- 早稲田大学出版部図書倉庫（1924年）
- 沖縄県糸満小学校（1932年）
- 大阪安治川第一弥生館（1925年）

### 設計に関与した作品
- 横浜市長公舎（1927年）

### 設計したとする説がある作品
- 本野精吾邸（1924年）
- 中村鎮建築研究所京都出張所

## 著作
- 『中村鎮遺稿』中村音羽編 同書刊行会 1936

## 参考資料
- 中村式鉄筋コンクリート研究会

### 典拠
- 「中村鎮氏を悼む」「新建築』1933.9月号
- 長谷川堯『都市廻廊』相模書房 1975
- 越野武他「建築家中村鎮と北海道」『学会大会梗概集,計画｣1982
- 伊藤俊英「建築家中村鎮と中村式鉄筋コンクリートブロック」『学会北海道支都研究報告』55, 1982.3月
- 中村鎮,『建築雑誌』1933.10月号
- 藤岡洋保「 <建築評論家>中村鎮の建築觀」『学会大会梗概集·計画」1991.9月
- 大川三雄·砂田絵理子「中村鎮の評論活動の経緯とその特徴」「中村鎮の建築理念とその評価 "鎮ブロック"の技術と造形からの考察」『学会大会梗概集,計画』1994.9月